# Adjátok meg a császárnak…
„Adjátok meg a császárnak…” – utalás Jézus egyik mondásának első szavaira a szinoptikus evangéliumokból és Tamás evangéliumából, amelyet rendszerint így idéznek teljesen: „Adjátok meg a császárnak a császárét, Istennek az Istenét”. (Az eredetiben: „A Caesaréit adjátok vissza Caesarnak, és az Istenéit az Istennek” – ΤΑ ΚΑΙΣΑΡΟΣ ΑΠΟΔΟΤΕ ΚΑΙΣΑΡΙ ΚΑΙ ΤΑ ΤΟΥ ΘΕΟΥ ΤΩ ΘΕΩ, Márk 12,17)
A mondás a kereszténység és a világi hatóságok viszonyának széles körben idézett, egyfajta összefoglalójává vált. Ahhoz a problémához kötődően, hogy egy keresztény behódolhat-e a földi hatóságnak, különböző értelmezéseket kapott az eredeti jelentéséhez képest, amikor válaszként született arra a korabeli kérdésre, hogy a zsidók fizethetik-e az adót Caesarnak. A hétköznapi szóhasználatban a mondás jelentése általánosabb: a hatalmon lévőkkel történő kiegyezés szükségességét fogalmazza meg.

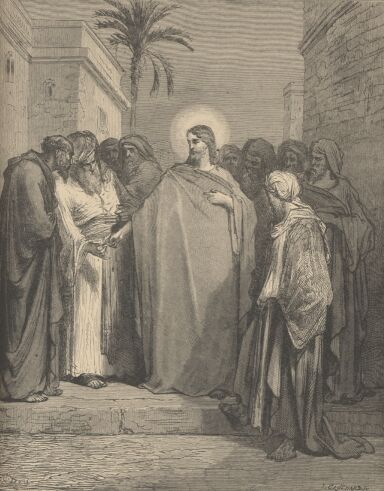
Gustave Doré: Az adópénz

## Szövegváltozatok

### A történet változatai
A történet apostoli korból származó legkorábbi szövegváltozatai Márk, Máté, Lukács és Tamás evangéliumában, valamint töredékesen az ún. Egerton-papiruszon találhatók. 

#### Márk változata
(Mk 12:12-17 – a vastagon szedett részek betű szerint egyeznek Máté vagy Lukács változatával)
| Magyarul | Görögül |
| --- | --- |
| És igyekezték megfogni, de megijedtek a csőcseléktől – megértették ugyanis, hogy ők maguk azok, akikről a hasonlatot mondta. És otthagyva őt, továbbmentek. És küldenek hozzá néhány farizeust és heródeánust, hogy beszédjében fogják meg. Ahogy odamentek, szólnak hozzá: – Tanító! Tudjuk, hogy igaz vagy, és nem számít neked senki, mert nem ügyelsz az emberek személyére, hanem az igazság szerint az Isten útját tanítod. Helyes adni adót Caesarnak, vagy nem? Adjuk, vagy ne adjuk? Ám hogy látta a képmutatásukat, mondta nekik: – Miért tesztek próbára? Hozzatok dénárt nekem, hogy lássam. Azok pedig előhozták. És mondja nekik: – Kié ez a kép és az írás? Azok pedig mondták neki: – Caeasaré. És ő, Jézus, válaszolta nekik: – A Caeasaréit adjátok vissza Caesarnak, és az Istenéit az Istennek. És elámultak rajta. | και εζητουν αυτον κρατησαι και εφοβηθησαν τον οχλον εγνωσαν γαρ οτι προς αυτους την παραβολην ειπεν και αφεντες αυτον απηλθον και αποστελλουσιν προς αυτον τινας των φαρισαιων και των ηρωδιανων ινα αυτον αγρευσωσιν λογω και ελθοντες λεγουσιν αυτω διδασκαλε οιδαμεν οτι αληθης ει και ου μελει σοι περι ουδενος ου γαρ βλεπεις εις προσωπον ανθρωπων αλλ επ αληθειας την οδον του θεου διδασκεις εξεστιν δουναι κηνσον καισαρι η ου δωμεν η μη δωμεν ο δε ειδως αυτων την υποκρισιν ειπεν αυτοις τι με πειραζετε φερετε μοι δηναριον ινα ιδω οι δε ηνεγκαν και λεγει αυτοις τινος η εικων αυτη και η επιγραφη οι δε ειπαν αυτω καισαρος ο δε ιησους ειπεν αυτοις τα καισαρος αποδοτε καισαρι και τα του θεου τω θεω και εξεθαυμαζον επ αυτω |

#### Tamás változata
„100.

Aranyat mutattak Jézusnak, és mondták neki:

– A Caesarhoz tartozók követelik tőlünk az adókat.

Mondta nekik:

– Adjátok a Caeasaréit Caesarnak, az Istenéit Istennek, és ami az enyém, azt nekem.
”

– Tamás evangéliuma, 100

#### Az Egerton-papirusz szerint

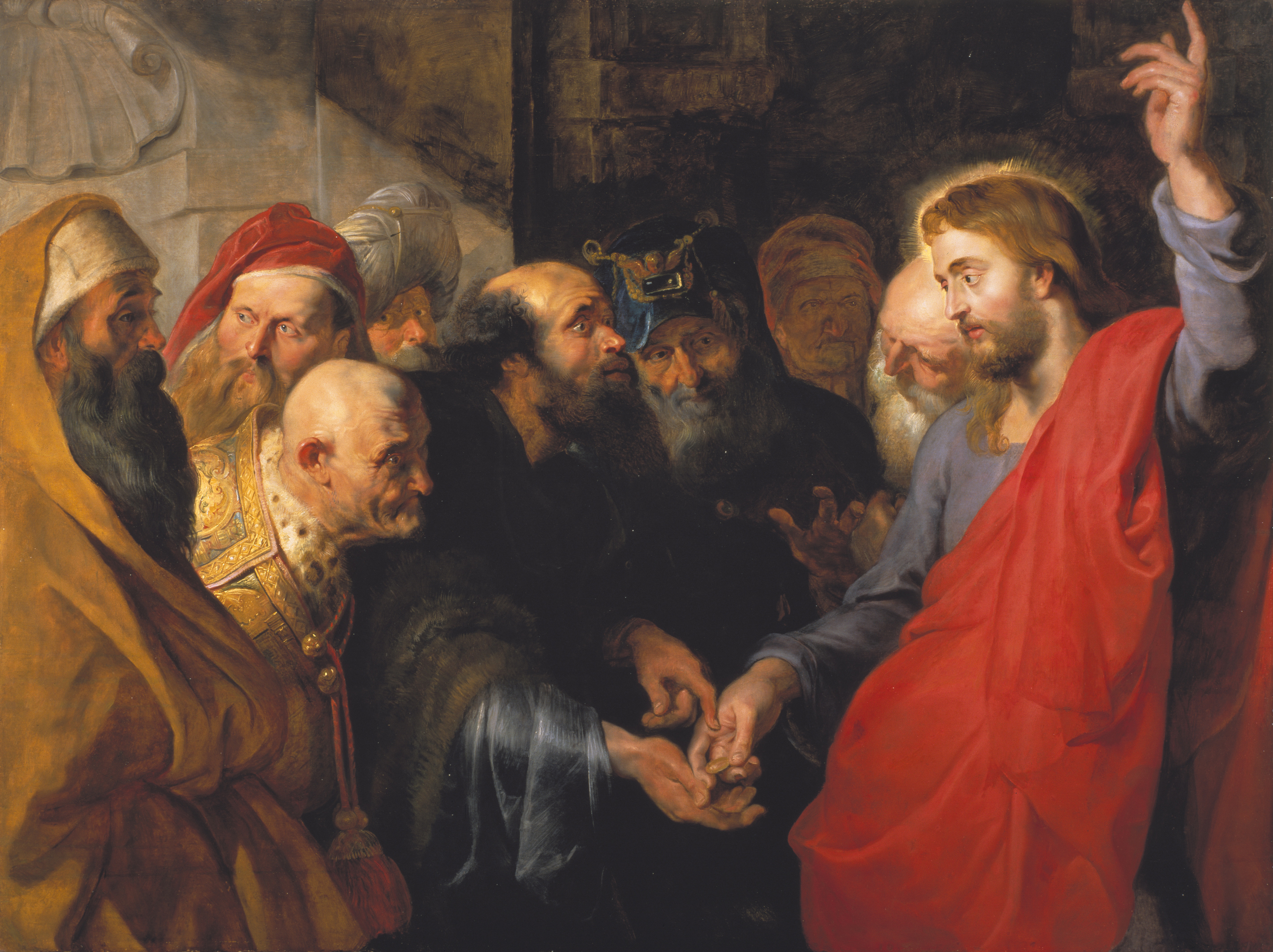
Rubens: Az adópénz

A töredékes Egerton-papiruszon csak a párbeszéd elejének egyik változata olvasható, és éppen ott szakad meg, ahol a jézusi mondás elhangzana. Így csak értelmezési keretként használható a mondás elemzéséhez.

„Mikor odamentek hozzá, kutakodva próbára tették őt, mondván:
- Jézus mester! Tudjuk, hogy Istentől jöttél, mert amit teszel, tanúsítja, hogy az fölülmúlja az összes prófétát. Mond hát nekünk: Helyes-e az uralkodóknak adni, ami jár a hatalmuknak? Adjuk, vagy ne?
Ám Jézus, ismerve gondolkodásukat, rájuk förmedt. Mondta nékik:
- Miért neveztek engem szátokkal mesternek, ha nem azt teszitek, amit mondok? Ézsaiás jól prófétált rólatok: „e nép az ajkaival tisztel engem ám a szíve távol van tőlem.” (Ézs 29:13)
”

– 2. Egerton-töredék, recto

#### Összehasonlítás
- A tamási változatban 

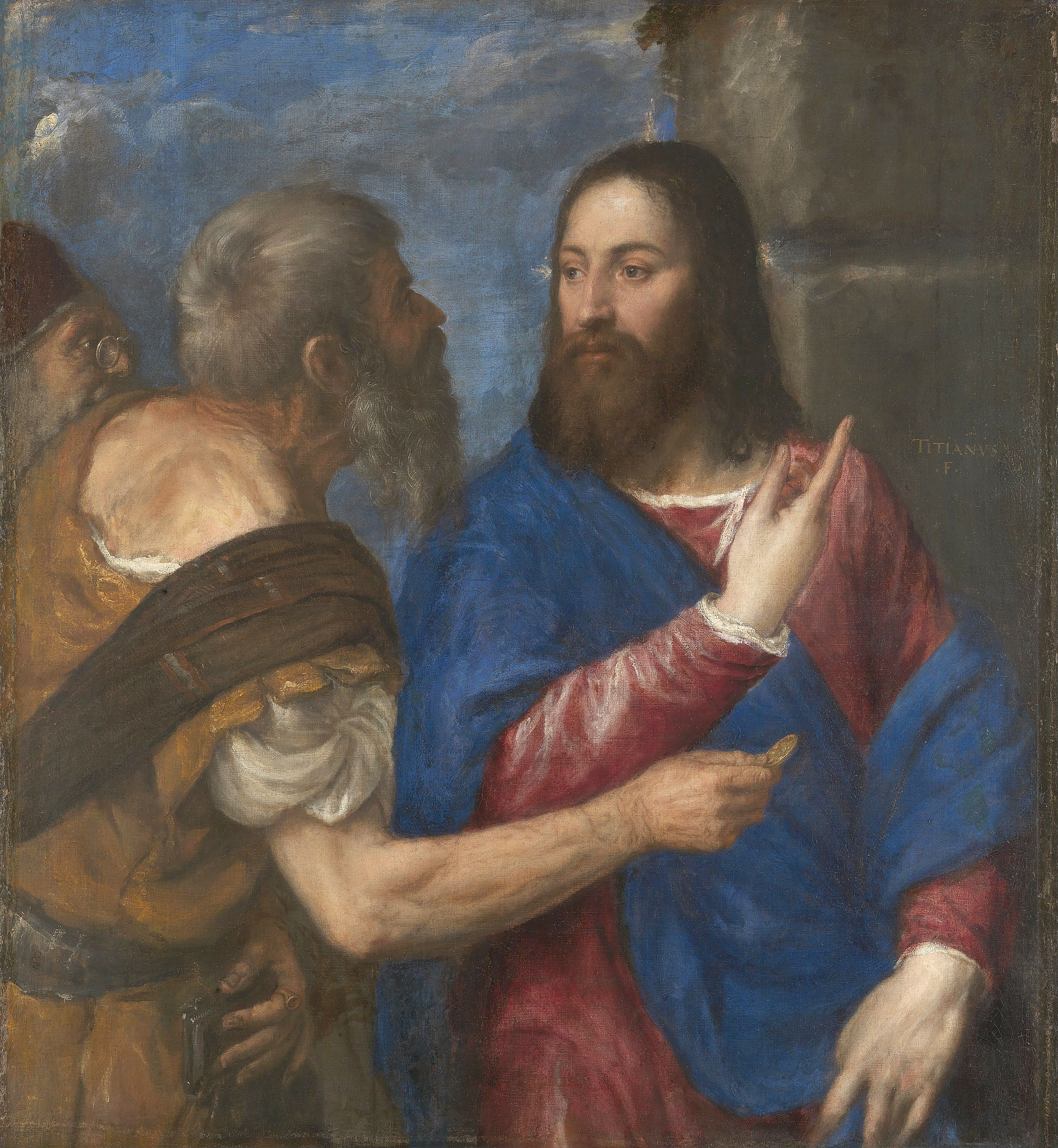
Tiziano: Az adópénz

  - az "arany" kifejezés arra utal, hogy szinoptikus párbeszédekben szereplő dénár nem a köznapi forgalomban fejadóként használt ezüst denarius, hanem egy ún. aureus, amely egy nagyságrenddel nagyobb egységű pénz volt. (Tiziano képén is aranypénz szerepel.) Bár ez a változat nem jelöli meg a tanácsot kérők személyét, a beszélgető partnereknek – a szinoptikusokkal egyezően – itt is a templomi közigazgatás tisztviselőinek kellett lenniük, akik a judeaiak már beszedett fejadóját a nagyobb nagyságrendű aureusokkal fizették ki a procuratornak.
  - az érme felmutatása megelőzi a jelzést a caesari követelésről.
  - "Caeasarhoz tartozók"-ra, és nem közvetlenül Caesarra utalnak – ez Caesar megbízottját, a procuratort, valamint annak beosztott, vagy fölérendelt tisztségviselőit jelenti.
  - többes számban, többfajta adóról van szó, míg a szinoptikusoknál általában az adóról, egyes számban.
  - nem kérdeznek Jézustól semmit, pusztán jelzik Caesar követelését. A kérdés kimondatlan, a jézusi válaszból rekonstruálhatóan a kijelentés tanácskérő, kb. arra utal, hogy "Mit tegyünk...?"
- Az egertoni változatban 
  - nincs szó konkrét adóról, fizetésről és Caesarról, hanem általában az uralkodók hatalmának járandóságáról (ennek megfelelően az itt vélhető jézusi válasz szintje is általánosabb, adópénz nélkül)
  - részletesebben kifejti Jézus indulatos reakcióját, ami a szinoptikus párbeszédeket is felvezeti.
- A három szinoptikus evangéliumban a mondás első felének öt különböző variánsa található aszerint, hogy melyik evangélium melyik ógörög nyelvű kiadásáról van szó, a mondás második fele mindenütt azonos:

|                                                                        | Márk (i. sz. 70-75)                                | Máté (i. sz. 80-100)                                         | Lukács (i. sz. 80-100)                                              |
| Stephanus Textus receptus (1550)                                       | ΑΠΟΔΟΤΕ ΤΑ ΚΑΙΣΑΡΟΣ… (Adjátok vissza a Caesareit…) | ΑΠΟΔΟΤΕ ΟΥΝ ΤΑ ΚΑΙΣΑΡΟΣ… (Adjátok vissza ezért a Caesareit…) | ΑΠΟΔΟΤΕ ΤΟΙΝΥΝ ΤΑ ΚΑΙΣΑΡΟΣ… (Adjátok vissza akkor hát a Caesareit…) |
| Nestle-Aland (1992)                                                    | ΤΑ ΚΑΙΣΑΡΟΣ ΑΠΟΔΟΤΕ… (A Caesareit adjátok vissza…) | ΑΠΟΔΟΤΕ ΟΥΝ ΤΑ ΚΑΙΣΑΡΟΣ… (Adjátok vissza ezért a Caesareit…) | ΤΟΙΝΥΝ ΑΠΟΔΟΤΕ ΤΑ ΚΑΙΣΑΡΟΣ… (Akkor hát adjátok vissza a Caesareit…) |
| …ΚΑΙΣΑΡΙ ΚΑΙ ΤΑ ΤΟΥ ΘΕΟΥ ΤΩ ΘΕΩ (…Caeasarnak, az Istenéit az Istennek) |                                                    |                                                              |                                                                     |

A mátéi változat "ezért", és a lukácsi változat "akkor hát" kifejezései a párbeszédet záró mondást logikailag kötik Jézusnak az érmére  vonatkozó korábbi kérdéséhez. A mátéinál és lukácsinál korábbi márki változatban ez az átkötés még hiányzik. A különbség azzal a szerkesztői módszerrel magyarázható, hogy Jézus mondásainak gyűjteményét előbb jegyezték le, majd ezt követte a dialógusok megszerkesztése.
- A szinoptikus és tamási változatban  
  - a jézusi válasz a gyakorlati teendőre ("Adjátok...") utal. A márki és az egertoni változatban a kérdezők korábban nem csak erre, hanem a kérdéses teendők elvi helyességére is külön rákérdeztek, a mátéi és lukácsi változatban pedig csak az elvi helyességre, a gyakorlati teendők firtatása nélkül.
  - a "Caesaréit", "Istenéit" többes számú utalást tartalmazó jézusi válasz olvasható. A szinoptikusoknál azonban a többes szám nyelvtanilag az érmén található kép és írás együtteséhez kötődik, a tamási változatban viszont közvetlenül kapcsolódik Caesar követelését jelző, és szintén többes számú "adók"-ra vonatkozó kijelentéshez, érmére vonatkozó közbevetett kérdés nélkül.
- A tamási változat  kiegészíti a többit: a tamási "adjátok nekem ami az enyém"-felszólítás, valamint a személynek szóló hízelgés szinoptikus és egertoni visszautasítása együtt a valós érdemeken alapuló elismerés megkövetelését jelenti.

## A szövegösszefüggés

### A szinoptikusoknál

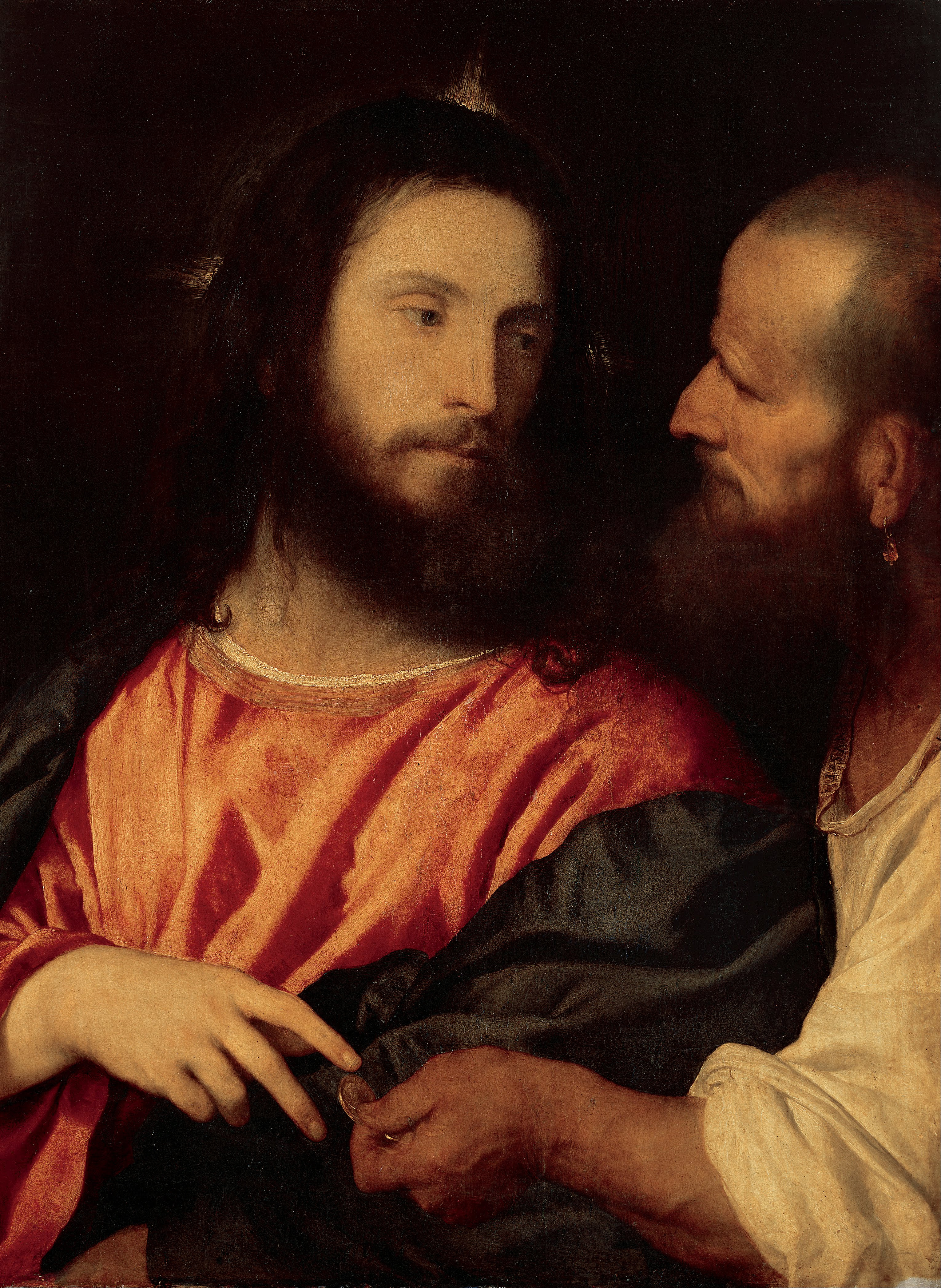
Tiziano: Az adópénz (1516)

A szinoptikus történet-változat szerint a jeruzsálemi napok egyikén írástudók és főpapok – miután Jézus a templomudvarból kiűzte az áldozati galambok árusait, a pénzváltókat és üzletfeleiket – küldetésének megalapozottságát firtatva, nyilvános vizsgálatot folytatnak Jézus ellen. A vizsgálat elől Jézus elzárkózik, ill. megszégyeníti, majd ószövetségi prófétai hasonlatokkal meg is fenyegeti őket, hogy elveszítik hatalmukat.
A vizsgálat kudarca után csapdát állítanak neki: farizeus és heródeánus kérdezőket küldenek hozzá, akik megpróbálják rávenni – a pénzváltókat is elűző – Jézust arra, hogy nyíltan foglaljon állást: a zsidók fizessenek, vagy ne fizessenek adót a római megszállóknak? Arra számítanak, hogy ha Jézust megfogják a kérdéssel, és ellenzi az adófizetést, akkor kiszolgáltathatják „a hatóságnak és a helytartó hatalmának”. (A hatóság az adót beszedő, és kérdezőket küldő templomi közigazgatás volt, a helytartó pedig Poncius Pilátus, akinek procuratorként egyik legfőbb feladata Judaea római provincia adójának beszedetése, ill. részbeni helyi felhasználása volt.) A kérdezők tettetett tisztelettel, „Tanító”-ként szólítják meg Jézust, dicsérik igaz mivoltát, egyenességét, pártatlanságát és objektivitását. Ezután megkérdik, hogy helyes-e az, ha adót fizetnek Caeasarnak. Jézus előbb kérdőre vonja, álszenteknek nevezi, majd felkéri őket, hogy mutassanak neki olyan érmét, amivel a cézári adót ki kell fizetni. Mikor egyikőjük felmutat egyet, megkérdezi tőlük, hogy az érmén kié a kép és az írás. A válasz: „Caesaré”. Ekkor feleli Jézus: „A Caesaréit adjátok vissza Caesarnak, és az Istenéit az Istennek”. A kérdezők a feleleten elámulnak, elcsodálkoznak, ezután elhallgatnak, majd elmennek.

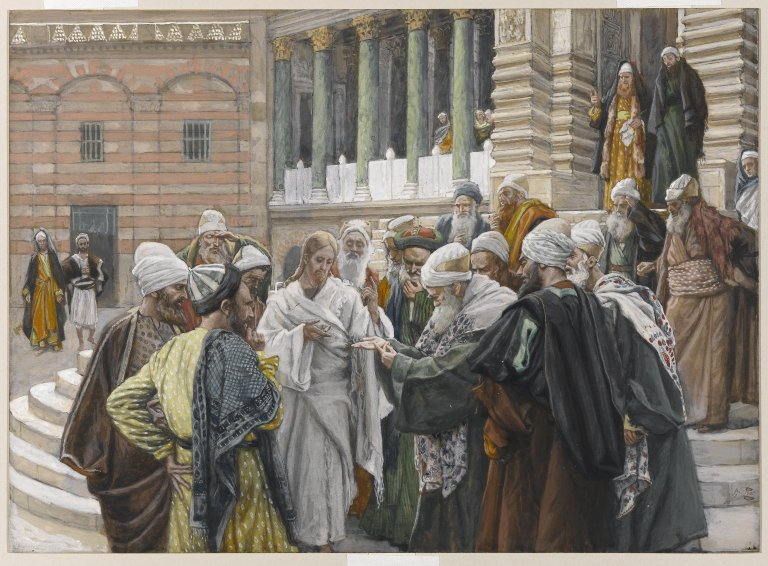
J. Tissot: Az adópénz (1890 k.)

A jelenet után a feltámadás létét tagadó szadduceusok szólítják meg Jézust, és kérdőre vonják, hogy hét fiútestvér közül végül is kinek a felesége lesz a feltámadás után az az asszony, akit a mózesi parancsnak megfelelően sorra mind a heten feleségül vettek egymás halála után? A kérdés a ga’al, a „kötelességet kiváltó személy” intézményére utal, amely a korai judaista közgondolkodásban a „megváltó” fogalmává fejlődött – a kérdezők ezzel a valódi megváltást hirdető jézusi tanítás megalapozottságát próbálják kétségbe vonni. Jézus röviden lezárja a vitát azzal, hogy a feltámadás után nem létezik házasság, mindenki olyan lesz, mint az angyalok. A vita hatására a kérdezők elnémulnak, a hallgatóság, a farizeusok és az írástudók pedig hangosan kifejezik egyetértésüket.
Az adópénz-jelenet a közvetlen kerettörténetekkel együtt két szemben álló fél – a hivatalos szellemi-közigazgatási elit, és a prófétaként fellépő Jézus – legitimációjának kölcsönös gyengítési kísérletéről számol be, ám egyszersmind arról is, hogy ellenfeleivel szemben Jézus racionálisan meggyőző módon tudott fellépni.

### A tamási változatban
A tamási változat szerzője az adópénz-jelenetet két, egyébként szervesen összefüggő, és a szinoptikusoknál is megtalálható (ám Jeruzsálemen kívül játszódó) jézusi történet, illetve mondás közé illesztette: az első az, amikor Jézus visszautasítja rá várakozó hozzátartozóit, a második pedig a közeli hozzátartozóktól eltávolodás szükségességét kimondó, ám azt Tamásnál ellentétére is fordító mondás:
| A tamási változat | A szinoptikus változat |
| --- | --- |
| A tanítványai mondták neki: – Fivéreid és anyád állnak kint. Mondta nekik: – Azok e helyen, akik Atyám akaratát cselekszik, ezek fivéreim és anyám, ők, akik majd mennek Atyám királyságába.                                           | És megérkezének az ő testvérei és az ő anyja, és kívül megállva, beküldének hozzá, hivatván őt. Körülötte pedig sokaság ül vala; és mondának néki: – Ímé a te anyád és a te testvéreid ott künn keresnek téged. Ő pedig felele nékik, mondván: – Ki az én anyám vagy kik az én testvéreim? Azután elnézvén köröskörül a körülötte ülőkön, monda: – Ímé az én anyám és az én testvéreim. Mert a ki az Isten akaratát cselekszi, az az én fitestvérem és nőtestvérem és az én anyám. |
| Aki meggyűlölni atyját nem fogja, és az anyját, ahogy én, tanítványommá sem válhat, és aki szeretni atyját nem fogja, és az anyját, ahogy én, tanítványommá sem válhat. Mert anyám, aki megszült, de az igazi, ő adta nekem az életet. | A ki inkább szereti atyját és anyját, hogynem engemet, nem méltó én hozzám; és a ki inkább szereti fiát és leányát, hogynem engemet, nem méltó én hozzám. |

A második mondás paradox tamási változatában Jézus önmaga feltétlen követésének szükségességét mondja ki – a szerkesztő ehhez köti az adópénz példázatot az abban olvasható "adjátok meg nekem, ami az enyém"-félmondattal.

## Előzmények

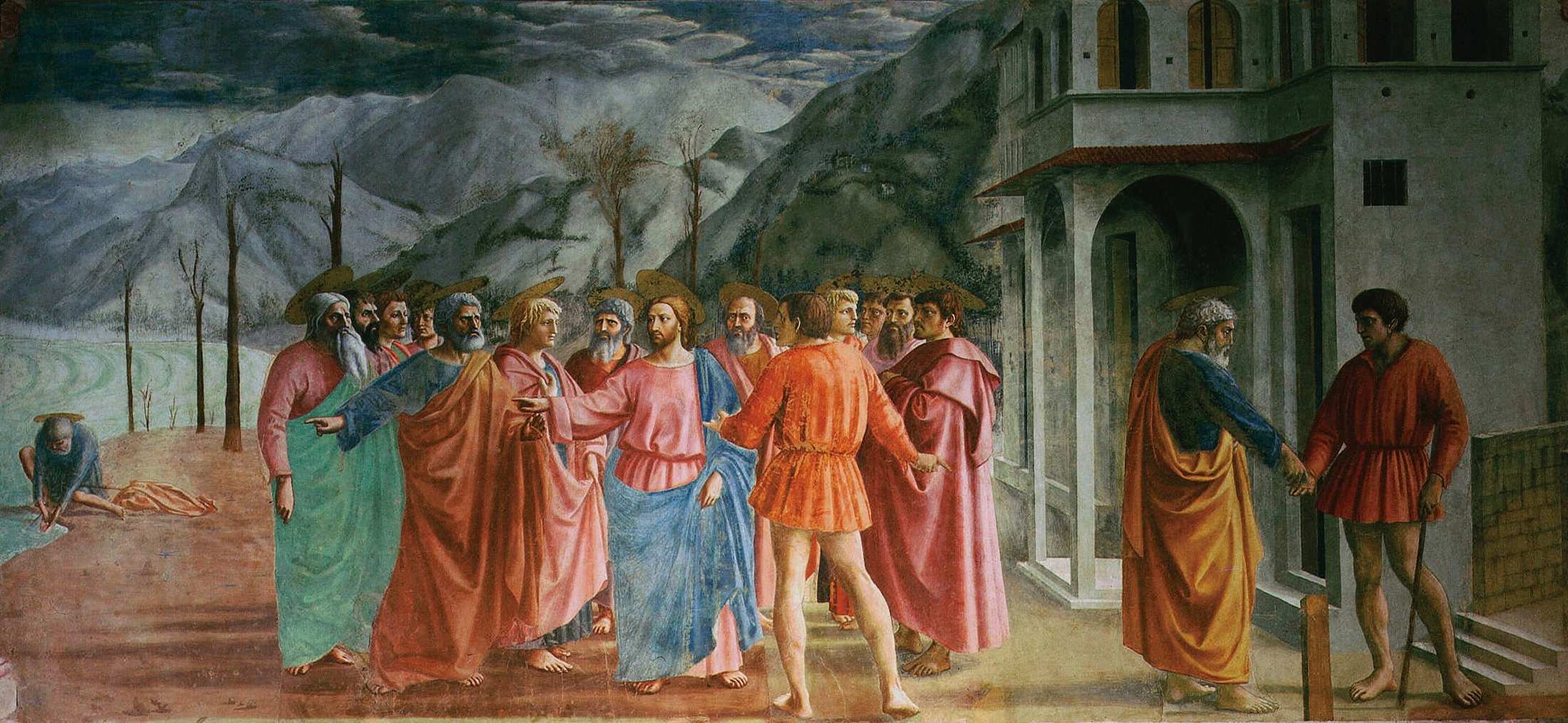
Masaccio: Adógaras, a Brancacci-kápolna freskójának részlete, Santa Maria del Carmine, Firenze

Az Újszövetségben Jézus már korábban is nyilatkozott az adófizetés megítéléséről.  

„Amikor Kafarnaumba értek, odamentek Péterhez az adószedők és megkérdezték:
- Mesteretek nem fizet templomadót?
- De igen - felelte.
Amikor hazaért, Jézus megelőzte a kérdéssel:
- Mit gondolsz, Simon, a földi királyok kitől szednek vámot és adót, a fiaiktól vagy az idegenektől?
- Az idegenektől - válaszolta. Jézus így folytatta:
- A fiak tehát mentesek alóla. De hogy meg ne botránkoztassuk őket, menj ki a tóra, vess horgot, és az első halat, amely ráakad, húzd ki! Nyisd ki a száját, találsz benne egy sztátért. Vedd ki és add nekik oda értem és érted!
”

– Máté evangéliuma, 17:24-27

A részlet szerint Jézus 
- az egy közösségen belüli (vö. "fiaiktól") adószedéssel szemben kritikus
- az adó idegenektől beszedését erkölcsileg nem utasítja el
- az adófizetést elfogadhatónak tartja annak érdekében, ha azzal – isten békét teremtő (εἰρηνοποιοί) fiai[16] által – elkerülhető a megbotránkozás

## Utalás a vádeljárásban
„Tiltja az adózást Caesarnak” – Lukács 23,2 szerint a nép vénei, a főpapok, az írástudók és a Szanhedrin így utalt a mondásra a Pilátus előtti vádeljárásban. A vád sem korábban, sem később nem került szóba és nem is vitatta senki, egyike maradt a Jézus lázító mivolta melletti érveknek.

## Fordítás
- Ez a szócikk részben vagy egészben a Render unto Caesar… című angol Wikipédia-szócikk fordításán alapul.  Az eredeti cikk szerkesztőit annak laptörténete sorolja fel. Ez a jelzés csupán a megfogalmazás eredetét és a szerzői jogokat jelzi, nem szolgál a cikkben szereplő információk forrásmegjelöléseként.